# قولونيات برازية

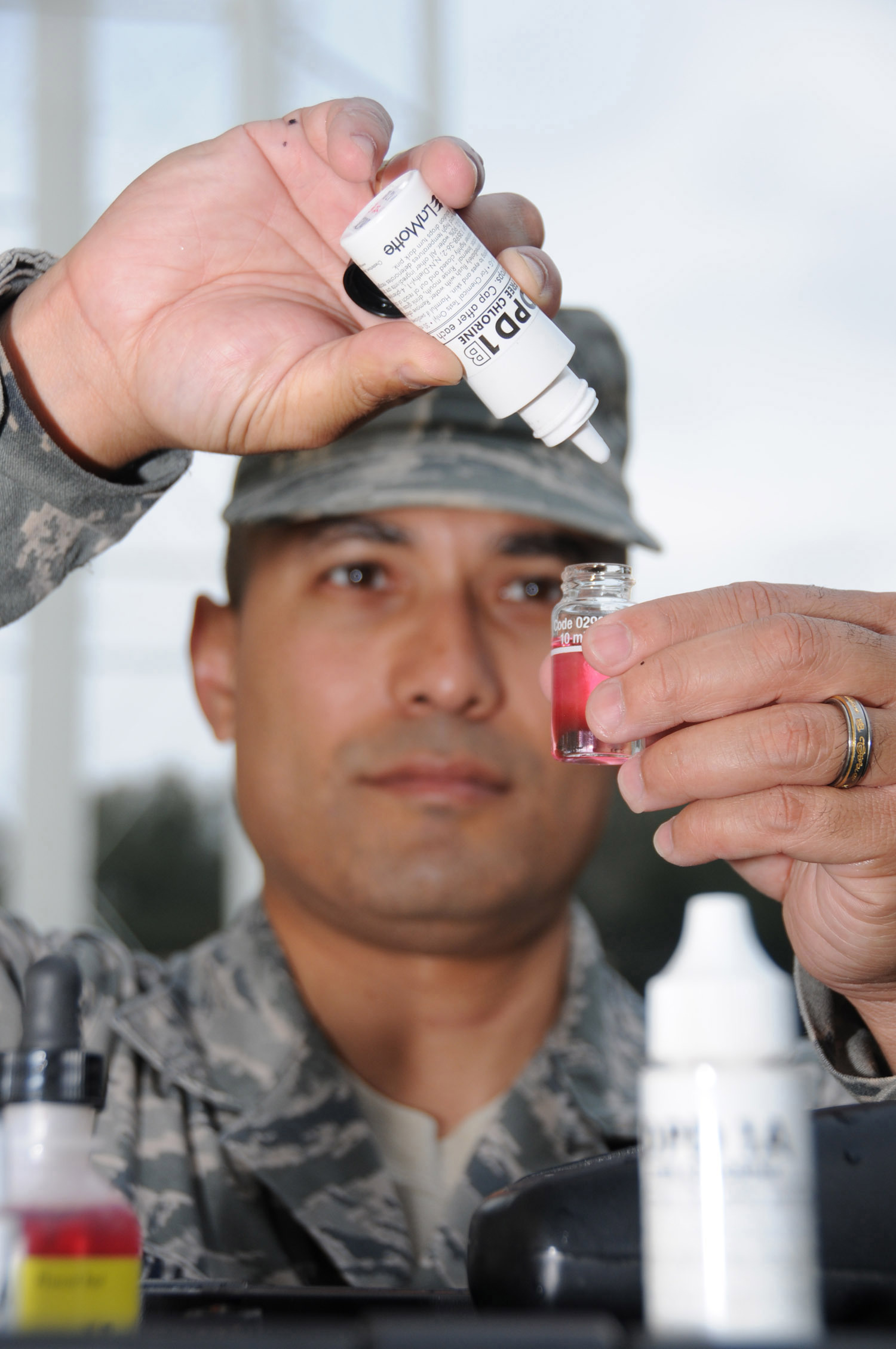

والقولونية البرازية (البراز القولون في بعض الأحيان هو اختياريا، اللاهوائية، على شكل قضيب، سلبية الغرام، sporulating بكتيريا غير. القولونيات البرازية، قادرة على النمو في وجود الأملاح الصفراوية أو وكلاء سطح مماثلة، أوكسيديز السلبية، وإنتاج حامض والغاز من اللاكتوز في غضون 48 ساعة في 44 ± 0.5 درجة مئوية (المجموع) القولونيات تشمل أجناس التي تنشأ في البراز -- «القولونيات البرازية»(القولونية على سبيل المثال)، وكذلك ليس جنسا من اصل برازي -- «القولونيات ليست برازية.» (على سبيل المثال الأمعائية، الكلبسيلة، الليمونية). والقصد من الفحص أن تكون مؤشرا على التلوث البرازي، وأكثر تحديدا من هاء القولونية وهو مؤشر الكائنات الحية الدقيقة ليالي الممرض الأخرى التي قد تكون موجودة في البراز. من البراز في القولونيات المياه قد لا تكون ضارة التواجد مباشرة، ولا يشير بالضرورة إلى وجود البراز

## القولونيات البرازية (البكتيريا البرازية) كمؤشر لنوعية المياه

### أساسيات القولونيات البرازية
في العام، وزيادة مستويات القولونيات البرازية توفير التحذير من الفشل في معالجة المياه، وقطع في نزاهة نظام التوزيع، أو تلوث ممكن مع مسببات الأمراض. عند مستويات مرتفعة قد تكون هناك مخاطر مرتفعة من التهاب المعدة والأمعاء التي تنقلها المياه. اختبارات للبكتيريا رخيصة وموثوقة وسريعة (يوم واحد حضانة).